# 카토 프로젝트
"카토 프로젝트"는 한국에서 제작된 김정욱 감독의 2012년 다큐멘터리 영화이다.

## 기타
- 구성: 주현수
- 제작진행: 김형진
- 조명: 정재수
- 동시녹음: 정병욱
- 마케팅책임: 김은주
- 광고디자인: 김진의
- 배급총괄: 이재식
- 해외배급책임: 강수진
- 배급회계: 김미선
- 마케팅부문: 박유민
- 마케팅부문: 민혜진